# Hinwick
Hinwick – osada w Anglii, w hrabstwie ceremonialnym Bedfordshire, w dystrykcie (unitary authority) Bedford. Leży 18 km na północny zachód od centrum miasta Bedford i 89 km na północny zachód od centrum Londynu.